# Fadil Abdurahmanović
Fadil Abdurahmanović (* 24. července 1939 tehdejší Jugoslávie) je bosenský (dříve jugoslávský) šachista. Od roku 1972 rozhodčí kompozičního šachu, od roku 1980 mezinárodním mistrem kompozičního šachu. V roce 1955 uveřejnil svou prvotní šachovou skladbu a od té doby jich vytvořil více než 550. Bývá považován za jednoho z nejlepších skladatelů pomocných matů.
V albech FIDE dosáhl počtu 40,5 bodů. Získal rovněž na 240 vyznamenání ve skladebních soutěžích, z toho 50 prvních cen.